# Dordrecht (Südafrika)
Die Kleinstadt Dordrecht in der Gemeinde Emalahleni, Distrikt Chris Hani, Provinz Ostkap in Südafrika liegt 70 Kilometer nördlich von Queenstown auf 1620 Meter Höhe über dem Meeresspiegel. 2011 hatte sie 2023 Einwohner. Einschließlich des westlich gelegenen Townships Tjoksville hat die Stadt 10.261 Einwohner. Dordrecht liegt in den Stormbergen. 
Im Jahr 1856 erwarb die Dutch Reformed Church hier eine Farm, um darauf eine Kirche zu errichten. Nach deren Fertigstellung entwickelte sich die Stadt um diesen Kirchenbau herum. Benannt wurde sie nach der niederländischen Stadt Dordrecht, wo die historische Dordrechter Synode der niederländisch-reformierten Kirche 1618 stattgefunden hatte.
Wirtschaftlich lebt die Stadt von den sie umgebenden Schaffarmen und in geringem Maß vom Tourismus. Der Ort liegt an der Fernstraße R56, die in Ost-West-Richtung verläuft und Molteno und Elliot verbindet, und besitzt einen Bahnhof an der Strecke Sterkstroom–Nqanqarhu, die im Güterverkehr betrieben wird. 